# Modelo de Hubbard
O modelo de Hubbard é uma aproximação usada na física do estado sólido para descrever a transição entre sistemas condutores e isolantes. Foi criado por John Hubbard.